# ホワイトパイン郡 (ネバダ州)
ホワイトパイン郡（英: White Pine County）は、アメリカ合衆国ネバダ州の郡である。2010年国勢調査での人口は10,030人である。郡庁所在地は唯一の法人化都市のイーリーである。「ホワイトパイン」という名前は郡内山岳部のどこでも生えている樹木リンバーパインの古名である。

## 歴史
ホワイトパイン郡は1869年にランダー郡の一部から創設され、郡名はホワイトパインと考えられる松が地域に繁茂していたことから名付けられた。1869年から1887年まで郡庁舎はハミルトンに置かれていたが、そこで火事が起きた後にイーリーに移された。

## 地理
アメリカ合衆国国勢調査局に拠れば、郡域全面積は8,897平方マイル (23,042 km2)であり、このうち陸地は8,876平方マイル (22,989 km2)、水域は21平方マイル (53 km2)で水域率は0.23%である。
ハンボルト・トイヤベ国立の森に属する部分が、郡内にあるスネーク山脈、イーガン山脈、ホワイトパイン山脈、ルビー山脈およびシェルクリーク山脈の中にある。また郡内にはウォード・チャコール・オーブンズ州立歴史公園がある。
郡の南東部にはグレートベースン国立公園があり、ネバダ州内に全てが入っている山としては最高峰のウィーラー山がある。

### 原生地
ホワイトパイン郡には以下に挙げる多くの指定原生地がある。これらは「2006年ホワイトパイン郡保護、余暇、開発法」によって、2006年12月20日に創設された。
- ボールド山原生地
- ベッキー峰原生地
- ブリストルコーン原生地
- ゴシュート・キャニオン原生地
- ガバメント峰原生地
- ハイシェルズ原生地
- ハイランドリッジ原生地
- グラフトン山原生地
- モリアー山原生地
- レッド山原生地
- シェルバック原生地
- サウスイーガン山脈原生地
- ホワイトパイン山脈原生地

### 隣接する郡
- エルコ郡 - 北
- ユーレカ郡 - 西
- ナイ郡 - 南西
- リンカーン郡 - 南
- ミラード郡 (ユタ州) - 東
- ジューアブ郡 (ユタ州) - 東
- トゥーイル郡 (ユタ州) - 北東

### 国立保護地域
- グレートベースン国立公園
- ハンボルト・トイヤベ国立の森（部分）
- ルビー湖国立野生生物保護区（部分）

## 経済
19世紀後半から20世紀末近くまで、地域の主要産業は鉱業であり、銅、銀および金を産した。その中でも著名なものはルスの町近くで行われていた銅の露天掘りと、ケネコット・ユタ銅会社が運営するマックギルの銅精錬所だった。

## 人口動態
以下は2000年国勢調査による人口統計データである。
| 基礎データ - 人口: 9,181人 - 世帯数: 3,282 世帯 - 家族数: 2,159 家族 - 人口密度: 0.40人/km2（1.0人/mi2） - 住居数: 4,439軒 - 住居密度: 0.19軒/km5（0.50/mi2） 人種別人口構成 - 白人: 86.35% - アフリカン・アメリカン: 4.14% - ネイティブ・アメリカン: 3.29% - アジア人: 0.78% - 太平洋諸島系: 0.24% - その他の人種: 3.09% - 混血: 2.10% - ヒスパニック・ラテン系: 10.98% 年齢別人口構成 - 18歳未満: 24.2% - 18-24歳: 7.6% - 25-44歳: 29.9% - 45-64歳: 24.8% - 65歳以上: 13.5% - 年齢の中央値: 38歳 - 性比（女性100人あたり男性の人口） - 総人口: 128.6 - 18歳以上: 138.5 | 世帯と家族（対世帯数） - 18歳未満の子供がいる: 31.2% - 結婚・同居している夫婦: 51.8% - 未婚・離婚・死別女性が世帯主: 9.3% - 非家族世帯: 34.2% - 単身世帯: 29.6% - 65歳以上の老人1人暮らし: 11.5% - 平均構成人数 - 世帯: 2.42人 - 家族: 3.01人 収入と家計 - 収入の中央値 - 世帯: 36,688米ドル - 家族: 44,136米ドル - 性別 - 男性: 36,083米ドル - 女性: 26,425米ドル - 人口1人あたり収入: 18,309米ドル - 貧困線以下 - 対人口: 11.0% - 対家族数: 10.3% - 18歳未満: 11.8% - 65歳以上: 7.6% |

## 都市と町
非法人地域、ゴーストタウンなどを含む。
- イーリー（郡庁所在地）
- ベイカー
- チェリークリーク
- クロスティンバーズ
- イーストイーライ
- レイジスステーション
- ルンド
- メジャーズプレース
- マックギル
- リーピータウン
- ルス
- シェルボーン
- ストローベリー